# Cathetocephalidea
Cathetocephalidea (лат.) — отряд паразитических плоских червей из класса ленточных червей (Cestoda). Сегметированные черви, паразитирующие в кишечнике (в спиральном клапане) акул. Несмотря на низкое видовое разнообразие, имеют почти космополитическое распространение.

## Описание
Тело полизойное (более чем из одной проглоттиды), среднего размера: от 23 мм в длину у Sanguilevator yearsleyi до 134 мм в длину у Cathetocephalus resendezi. Сколекс, лишённый ботридиев, присосок и крючков, перпендикулярен длинной оси стробилы. Обычно сколекс имеет Т-образную форму, однако у видов Disculiceps он круглый в поперечном сечении. Посередине передней части сколекса Cathetocephalus и Sanguilevator имеются полосы мелких сосочков, отсутствующие у Disculiceps.

## Классификация
Отряд был выделен паразитологами Джеральдом Д. Шмидтом и Яном Бевериджем в 1990 году. Название таксона относится к ориентации сколекса относительно стробилы и происходит от др.-греч. κάθετος [kathetos], что означает «перпендикулярный», и κεφαλή [kephalē] — «голова».
Первоначально к Cathetocephalidea было отнесено только семейство Cathetocephalidae, которое ранее рассматривалось в составе отряда Tetraphyllidea. Хотя некоторые исследователи продолжали включать семейство в отряд Tetraphyllidea, в начале XXI века самостоятельность Cathetocephalidea была подтверждена молекулярно-генетическими данными. Впоследствии к отряду также был отнесён род Disculiceps, выделяемый в монотипическое семейство Disculicepitidae.

### Представители
Включает два семейства и три рода:
- Семейство Cathetocephalidae Dailey & Overstreet, 1973
  - Cathetocephalus Dailey & Overstreet, 1973
  - Sanguilevator Caira, Mega & Ruhnke, 2005
- Семейство Disculicepitidae Joyeux & Baer, 1936
  - Disculiceps Joyeux & Baer, 1936 [syn. Discocephalum Linton, 1890]